# Gary Sweet
Gary Sweet (Melbourne, 22 maggio 1957) è un attore e insegnante australiano.

## Biografia
Formatosi presso la Flinders University di Adelaide dove ha conseguito una laurea come insegnante, ha iniziato la sua carriera nel 1980; è stato attivo soprattutto nel cinema, partecipando in film come Two Mothers ma è stato attivo anche in molte serie televisive.
Dopo essere stato sposato per due anni (1981-1983) con l'attrice Lenore Smith, si è risposato nel 1987 con l'avvocatessa Jill Miller da cui ha avuto due figli: Frank e Sophie.
Dopo aver divorziato dalla seconda moglie nel 1993, si è risposato in terze nozze con la presentatrice televisiva Johanna Griggs, da cui ha divorziato nel 1999 dopo 4 anni di matrimonio. Da lei ha avuto altri due figli: Jesse James e Joe Buster.
Dal 2005 è legato all'hostess Nadia Dyall da cui ha avuto due figli: Fred e Percy.
È inoltre insegnante presso la Screenwise Film & TV School for Actors di Sydney.

## Filmografia parziale

### Cinema
- An Indecent Obsession, regia di Lex Marinos (1985)
- La vedova non veste di nero (Fever), regia di Craig Lahiff (1988)
- The Tracker, regia di Rolf de Heer (2002)
- Alexandra's Project, regia di Rolf de Heer (2003)
- 2:37, regia di Murali K. Thalluri (2006)
- Macbeth - La tragedia dell'ambizione (Macbeth), regia di Geoffrey Wright (2006)
- Le cronache di Narnia - Il viaggio del veliero (The Chronicles of Narnia: The Voyage of the Dawn Treader), regia di Michael Apted (2010)
- Two Mothers, regia di Anne Fontaine (2013)

### Televisione
- Polizia squadra soccorso (Police Rescue) – serie TV, 62 episodi (1989-1996)
- Big Sky – serie TV, 53 episodi (1997-1999)
- The Pacific – miniserie TV, 3 puntate (2010)
- Harrow – serie TV, episodio 1x01 (2018)
- Bloom – serie TV, 4 episodi (2020)
- Jack Irish – serie TV, 4 episodi (2021)
- Wentworth – serie TV, 3 episodi (2021)
- In the Clearing (The Clearing) – miniserie TV (2023)